# Message subliminal
Pour les articles homonymes, voir message (homonymie).
Un message subliminal est un stimulus incorporé dans un objet, conçu pour être perçu au-dessous du niveau de conscience. Des techniques subliminales ont été utilisées dans la publicité ou la propagande. Le but et l'efficacité de ces techniques sont sujets à débat.

## Images subliminales dans la publicité
Il s'agissait d'une anecdote rapportée en 1957 par James Vicary, alors responsable marketing dans l'État du New Jersey (États-Unis). Ce dernier affirmait que, grâce à l'insertion d'images subliminales telles que « Buvez du Coca-Cola » ou « Mangez du pop-corn », les ventes avaient augmenté de 18 % pour le Coca-Cola et de 50 % pour le pop-corn.
Cependant Vicary a avoué avoir inventé ces données. Depuis, ces résultats n'ont jamais été répliqués. Il a été prouvé de manière expérimentale que la présentation subliminale de messages publicitaires n'aurait des impacts que dans des conditions très limitées.

## Cinéma et vidéo
En cinéma, 24 images défilent par seconde. En insérant une image hors contexte (promotionnelle, par exemple), cette dernière ne s'affichera que 0,04 seconde et ne pourra donc pas être perçue consciemment par le spectateur mais peut être enregistrée par le cerveau malgré tout, des études montrant notamment qu'un stimulus subliminal peut attirer l’attention,.
Certains réalisateurs de films d'horreur ont utilisé des images furtives, surimprimées sur les images originales, pour renforcer l'effet d'angoisse (par exemple l'image de Pazuzu dans la version rallongée de L'Exorciste de William Friedkin). Danny Boyle l'a aussi utilisé dans son film Sunshine en montrant à plusieurs moments du film (entrée dans Icarus1 et quand Capa demande à l'ordinateur de bord combien de personnes se trouvent à bord) des images de l'équipage précédent souriant puis du commandant de ce même équipage.
La technique est évoquée et mise en œuvre dans la fiction du film Fight Club de David Fincher. En effet, le personnage de Tyler Durden (incarné par Brad Pitt) apparaît furtivement à quatre reprises au début du film (à 3 min 57 s, 6 min 19 s, 7 min 34 s et 12 min 06 s). De même, la dernière image du film (2 h 10 min 40 s) est constituée d'une image subliminale : il s'agit, comme dans le film Persona d'Ingmar Bergman, d'un pénis (en référence au fait que Tyler lui-même insère des images subliminales obscènes dans les films « pour la famille » qu'il projette).

## Télévision
Ce principe a également servi de trame à un épisode de la série télévisée Columbo, où le principe de l'image subliminale, servant au meurtre, est démontré par le lieutenant Columbo. 
Ce thème a été utilisé dans nombre d'autres séries (un épisode des Simpsons (Bart et son boys band), de Sliders, de X-Files, etc.)
En France, pendant la deuxième édition de l'émission Popstars diffusée sur la chaîne M6 le 6 décembre 2001, un téléspectateur affirma avoir détecté trente-trois images de l'appareil photo Kodak Fun. Le Conseil supérieur de l'audiovisuel (CSA) a mené une enquête au terme de laquelle elle a estimé « plausible » l'inadvertance de cette insertion. Le CSA rapporte que sur cette même chaîne, le 29 mai 2003, une image subliminale représentant le logo de Freedent White a été insérée dans le générique de parrainage de l'émission Caméra Café et avant le début de la fiction. Le CSA note que cette image réapparut dans des « conditions similaires » les 27, 28 et 30 du même mois et écrivit à la chaîne pour lui « rappeler » les termes de la recommandation adoptée le 27 février 2002, et pour demander des explications sur ces insertions.

## Audio
Le message subliminal peut être sonore, à peine audible, ou compréhensible seulement en accélérant ou ralentissant la vitesse de défilement de la bande, exemple l'une des musiques de la bande-son du jeu Final Fantasy VIII (Force Your Way) possède en piste de fond une référence au film Psychose.
Certains sons comme les battements binauraux ont été suspectés d'agir de façon inhabituelle sur la psyché de leurs auditeurs et peuvent donc être considérés comme proches des messages subliminaux.
Un cas plus litigieux encore est celui des messages à l'envers. En effet, il n'est pas prouvé que le cerveau puisse décrypter un message à l'envers, notamment en raison des consonnes : par exemple lorsque l'on prononce la syllabe « té », on a une expulsion brusque de l'air provoquant un effet de percussion ; à l'envers, on a au contraire un effet d'aspiration. Par ailleurs, la difficulté qu'ont certaines personnes à comprendre le verlan fait douter de l'efficacité d'un tel procédé[réf. nécessaire]. En conséquence, il n'est absolument pas évident qu'un message à l'envers ait un pouvoir subliminal.

## Procédures judiciaires et législations

### États-Unis
L'anecdote rapportée par James Vicary, évoquée ci-dessus, amènera dès 1958 l'interdiction des messages subliminaux dans les publicités télévisées aux États-Unis, en Australie et en Angleterre. Quelques années plus tard, on apprendra que l'étude de James Vicary n'a pas eu des résultats aussi spectaculaires que ceux annoncés. Cependant cette interdiction n'est pas respectée et de nombreuses publicités, de clips musicaux, etc., continuent de les utiliser comme dans le clip Bad Romance de Lady Gaga ou encore une publicité du géant du sport Nike.[réf. nécessaire]
Les parents de deux adolescents américains qui s'étaient suicidés (l'un est mort trois ans après la tentative de suicide) avaient poursuivi le groupe Judas Priest en prétendant qu'en passant la bande son à l'envers (d'autres accusations parlent de l'écouter « en accéléré »), on pouvait entendre « Do it! » (« Fais-le ! ») et que cela avait entraîné le passage à l'acte de leurs enfants ; le tribunal a relaxé le groupe. En fait, il semblerait que de nombreux enregistrements, selon la manière ou la vitesse avec laquelle on les écoute, peuvent produire un son du type « twit » que l'on pourrait extrapoler en « Do it! »[réf. nécessaire]
Durant sa campagne électorale de septembre 2000, George W. Bush a fait diffuser un spot télévisé dans lequel le mot « rats » (salaud) était incrusté juste après une photo de son adversaire politique Al Gore.
En 2008, des internautes ont repéré, dans un générique de la chaîne américaine Fox 5 News, une photographie du candidat républicain John McCain et de sa femme Cindy. Le cliché n'apparaît que quelques dixièmes de seconde derrière le logo de la Fox. La vidéo, mise en ligne au début du mois de mai, suscite une vive polémique sur le web, de nombreux internautes accusant la chaîne, réputée très proche des milieux conservateurs, d'avoir volontairement inséré une image subliminale.

### France
L'élection de François Mitterrand
Peu avant la campagne présidentielle de 1988, le visage du candidat et président sortant, François Mitterrand, est apparu très rapidement dans le générique du journal de la chaîne Antenne 2 (devenue France 2). Les images furent rapidement retirées, et le procès intenté pour « manipulation électorale » fut perdu, car l’« image » durait plus d’un vingt-cinquième de seconde, ce qui excluait, selon eux, la qualification de subliminale. L’affaire avait été révélée par Jean Montaldo.